# Monstres contra alienígenes
Monstres contra alienígenes (títol original en anglès Monsters vs. Aliens) és una pel·lícula en 3D d'animació estrenada el 3 d'abril del 2009 a Espanya; és dirigida per Conrad Vernon i protagonitzada amb les veus de Reese Witherspoon, Paul Rudd, Rainn Wilson, Hugh Laurie, Seth Rogen, Will Arnett, Kiefer Sutherland, Stephen Colbert. Aquesta pel·lícula ha estat doblada al català.

## Argument
La història d'una noia californiana anomenada Susan Murphy, una adolescent comuna, que és colpejada per un meteorit, provocant que creixi 15 metres. El govern dels Estats Units la col·loca en quarantena, amb un grup de monstres que han estat aïllats durant diversos anys, ocults a la llum pública per no alarmar el món. El seu aïllament forçat arribarà a la seva fi quan comença una invasió alienígena a la Terra, liderada per un robot misteriós que comença assolar el país. Tot sembla indicar que ells són l'única esperança per detenir la destrucció imminent del nostre planeta.

## Personatges
Entre els monstres que troba Susan es troben:
- Dr. Cockroach PhD: Un científic boig que, tractant que els humans tinguessin les mateixes capacitats de vida que les paneroles, va acabar tenint el cos d'una.
- BOB: La massa gelatinosa indestructible. No té cervell. Va anar resultat catastròfic d'una fàbrica de condiments.
- The Missing Link: Un ésser amb més de 2.000 anys d'antiguitat. És el que mostra més afecte per Insectosaurio.
- Insectosaure: La larva que per efecte de la radiació, es va tornar un insecte gegant de 100 metres d'altura.

## Producció
Ed Leonard, CTO de DreamWorks Animation, diu que van dedicar aproximadament 45.6 milions d'hores animant els personatges d'aquesta pel·lícula, més de vuit vegades més com l'original Shrek. Van usar més o menys un centenar de xw8600 Hewlett-Packard, junt amb un gran 'Render farm' de servidors blade HP ProLiantamb més de 9000 processadors de servidor, per processar la seqüència d'animació. La pel·lícula va ocupar 120 terabytes d'informació per a completar l'animació.
Des d'aquesta pel·lícula, tots els llargmetratges llançats per DreamWorks Animation es produiran en 3D, InTru3D, una eina d'Intel. També es va poder veure aquesta pel·lícula en IMAX 3 D, Cinema RealD i en 2D.

## Inspiració
La pel·lícula en si és un homenatge a diverses pel·lícules de terror dels anys 50. D'aquesta forma el personatge de Susan Murph està basat en la pel·lícula de 1958 "Attack of the 50 foot woman", The Missing Link està basat en la pel·lícula de 1954 "Creature of the black lagoon", BOB, per la seva part, té referències de la pel·lícula del 1958 "The blob", i l'Insectosaure està basat en Mothra, enemic del rèptil gegant Godzilla, en la pel·lícula "Godzilla vs Mothra", de l'any 1964.

## Música
1. A Giant Transformation
2. When You See (Those Flying Saucers) - The Buchanan Brothers
3. Tell Him - The Exciters
4. A Wedding Interrupted
5. Meet the Monsters
6. Planet Claire - The B-52's
7. Do Something Violent!
8. The Grand Tour
9. Oversized Tin Can
10. The Battle at Golden Gate Bridge
11. Didn't Mean to Cursh You
12. Reminiscing - Little River Band
13. Imprisoned by Strange Bein
14. Galaxar as a Squidling
15. March of the Buffoons
16. Wolly Bully - Sam the Sham and the Pharaohs
17. Susan's Call to Arms
18. The Ginormica Suite
19. Monster Mojo
20. Purple People Eater - Sheb Wooley

## Crítica
Basant-se en les 178 ressenyes recollides per Rotten Tomatoes, Monstres contra alienígenes té considerant una aprovació global de crítics d'un 73%, amb un resultat mitjà de 6.4/10. En comparació, Metacritic, que assigna un índex normalitzat sobre les 100 primeres ressenyes de crítics principals, la pel·lícula ha rebut un resultat mitjà de 56.

## Al voltant de la pel·lícula

### Anecdotari
- En la part on Gallaxhar dona una transmissió en un edifici de Tòquio surt una part de la pel·lícula Madagascar.
- El General W.R. Monger té una placa amb la cara de Shrek a la seva roba militar, demostrant així que la pel·lícula és dels creadors de Madagascar i Shrek

## Repartiment
| Veu en anglès     | Personatge fictici  |
| ----------------- | ------------------- |
| Reese Witherspoon | Susan Murphy        |
| Hugh Laurie       | Dr. Cockroach PhD   |
| Will Arnett       | The Missing Lin     |
| Seth Rogen        | BOB                 |
| Conrad Vernon     | Insectosaure        |
| Rainn Wilson      | Gallaxhar           |
| Stephen Colbert   | President Hathaway  |
| Kiefer Sutherland | General W.R. Monger |
| Paul Rudd         | Derek Dietl         |

## Influència posterior
El març del 2009 es va posar a la venda el videojoc de la pel·lícula per a Microsoft Windows, PlayStation 3, Xbox 360, Nintendo DS, PlayStation 2 i Wii. És l'últim videojoc d'una pel·lícula de Dreamworks publicat per Activision. El joc, ha estat desenvolupat per Beenox i Amaze Entertainment, permet als usuaris jugar a través d'escenes de la pel·lícula amb personatges com Ginormica, BOB, i The Missing Link. Els jugadors poden jugar com si fossin el Dr. Cockroach PhD o l'Insectosaure amb mode multijugador.